# Ormuzd
Ormuzd lub Ahura Mazda (dosł. Pan Mądry, Pan Wszystkowiedzący; staroperski: Ahuramazda, średnioperski: Ohrmazd, Ormuzd, Hormuzd, Ohrmizd) – najwyższe bóstwo w religiach irańskich: mazdaizmie i zaratusztrianizmie. Bóg stworzyciel, walczący stale ze Złym Duchem Arymanem. Stwórca świata i ładu w kosmosie i praw nim rządzących, uosobienie ładu i absolutnej mądrości. Jego symbolem jest oczyszczający ogień. Wyobrażany był w postaci uskrzydlonej tarczy słonecznej.

## Opowieść o Ormuździe i Arymanie
Na początku były dwa duchy: Ormuzd (Ahura Mazda) i Aryman (Angra Mainju). Ormuzd przebywał w górze, w nieskończonym blasku. Aryman w dole, w mroku nieprzeniknionym. Wszystko co dobre – mądrość, prawość, jasność, piękno – zawarte było w Ormuździe, wszystko co złe w Arymanie. I tak było od nieskończoności. Aż wydarzyło się, że promień blasku przeniknął mrok i Aryman poznał, że nie jest sam, że jest jeszcze coś innego. Przyciągnięty blaskiem podążył w górę i chciał ową jasność pochwycić. Ormuzd jednak przemądry rzucił w niego słowem modlitwy, które odebrało siły władcy ciemności, tak że spadł w przepaść i przebywał tam przez trzy tysiące lat.

## Amszaspandowie
Ormuzd, pozostając jednością, posiada siedem emanacji, zwanych świetlistymi Istotami, które można też rozumieć jako atrybuty Ormuzda i nazwy cnót, którymi powinien cechować się wyznawca zaratusztrianizmu:
- Spenta Mainju – „Święty Duch”, będący „podstawową substancją” Ormuzda
- Wohu Manah (Bahman) – „Dobra Myśl”
- Ardibeheszt (Asza Wahiszta, Arta Wahiszta) – „Najlepsza Prawość”, „Ład Należyty”
- Spenta Aramaiti (Spandarmat) – „Święte Oddanie”, „Pobożna Cierpliwość”
- Chszatra Wairja (Szachriwar) – „Panowanie nad pożądaniem”, „Panowanie Zwycięskie”
- Haurwatat (Chordad) – „Zdrowie”
- Ameretat, Amuratat (Mordad) – „Długie Życie”, „Nieśmiertelność”

## Antropogonia
W jednej z wersji mitów z potu Ormuzda walczącego z Arymanem przyszedł na świat pierwszy człowiek, Kajomars. W innej wersji synem Ormuzda i Spandarmat był Gajomart.

## Ormuzd w popkulturze
- W kaszubskiej epopei Aleksandra Majkowskiego Życie i przygody Remusa Ormuzd jest symbolem dobrych sił działających w dziejach Kaszub[3].
- W grze Prince of Persia z 2008 roku bohaterowie – Książę i księżniczka Elika, jedna z ostatnich z Ahurów – walczą z demonami służącymi Arymanowi, który niemalże uwolnił się z Drzewa Światła, w którym zamknięty został przez Ormuzda. Elika opowiada, że miało to miejsce ponad tysiąc lat wcześniej, zaś po tym wydarzeniu Ormuzd odszedł, nakazując Ahurom pilnowanie Drzewa. Bóstwo nie powróciło do krainy, którą spowił mrok Arymana, tak więc ponowne zapieczętowanie go w Drzewie staje się obowiązkiem bohaterów, wykorzystujących moce Ormuzda.